# 邝衡石
邝衡石（18??年—1962年8月26日），是清末民初广州有名的富商，在香港创办了“丽兴金铺”，被省港澳人士称为“黄金巨子”。其後並在美國、加拿大和廣州開設金鋪的分店，其故居聚龙村房屋8幢至今仍保存，開放觀光。